# Palác Platýz
Palác Platýz je rozsáhlý palác městského typu s nádvořím, na adrese Národní 416/37 s průchodem do Uhelného trhu, kde bylo původně hlavní průčelí paláce. Byl postupně vystavěn v několika architektonických obdobích, přes prvky renesanční architektury po empír. Objekt je chráněn jako kulturní památka České republiky.

## Dějiny paláce

### Friedrich Burgundský
Na místě dnešního paláce stávaly do roku 1347 tři domy, kde kníže Friedrich Burgundský, člen dvora Karla IV., vybudoval palác „podobný hradu s vysokou věží“, jak jej popisuje Václav Hájek z Libočan ve své kronice.

### Jan Bradatý ze Stříbra

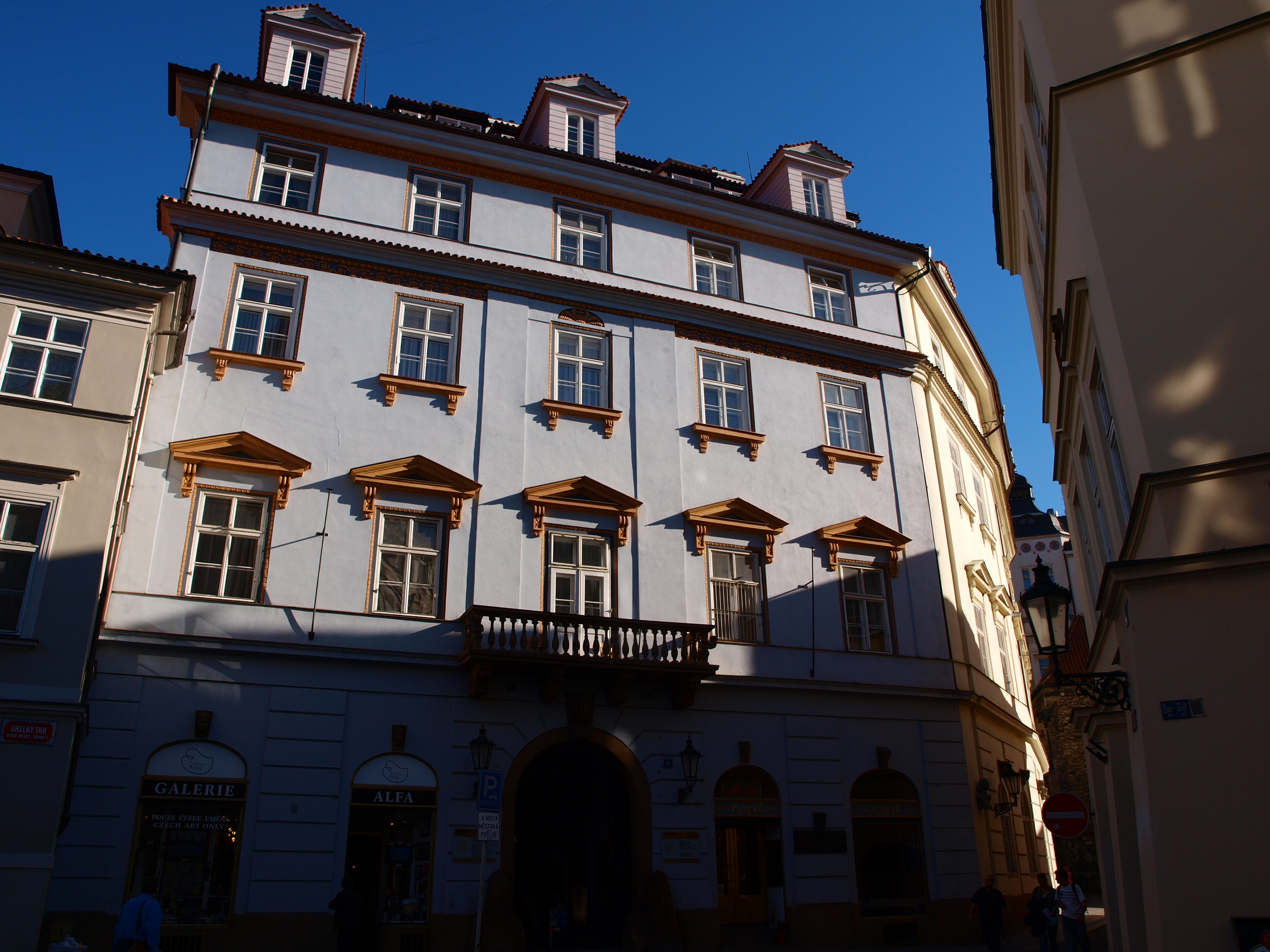
Průčelí paláce Platýz z Uhelného trhu

Roku 1405 přešel palác na pražského podnikatele Jana Bradatého ze Stříbra, za kterého se zde roku 1408 konala disputace o správnosti výkladu Wiklefových spisů.

### Platejsové z Plattštejna
Poté palác roku 1586 zakoupil císařský rada a sekretář Rudolfa II., Jan Platais (Platejs) z Plattenštejna, jehož jméno nese palác dodnes. Ten nechal upravit fasádu v renesančním stylu a přistavit lodžii v 1. patře dvora, jejíž malé části jsou patrné dodnes. Jeho syn Jan Arnošt, který se stal kanovníkem a později olomouckým biskupem, získal povolení ve svém domě čepovat vlašská, uherská a jiná cizí vína a ubytovávat pocestné.

### Šternberkové a Paarové
Roku 1637 palác získal hrabě Jan ze Šternberka. Šternberkové iniciovali barokní úpravy, a z této doby také pochází průchod přes dvůr mezi Uhelným trhem a Národní třídou.
Nejrušnější dobu zažil palác od roku 1715, kdy palác získal věnem Jan Leopold Paar po sňatku s Marií Terezií ze Šternberka. Vznikla zde proslulá šermířská škola, poštovní úřad, konaly se plesy a koncerty. Busta Jana Leopolda Paara byla umístěna na schodiště předního křídla do Národní třídy.

### Jakub Wimmer

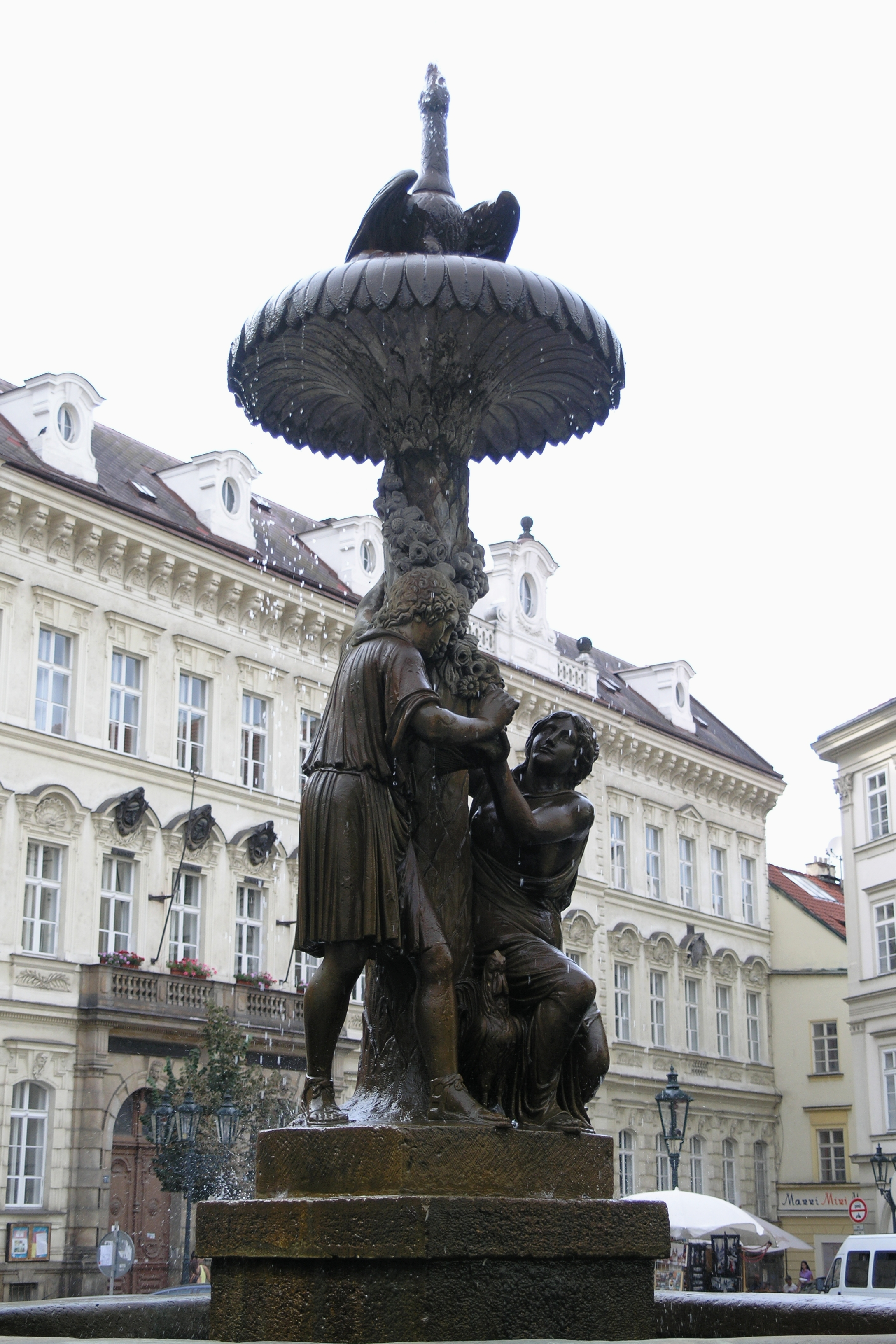
Wimmerova kašna

Dalším majitelem paláce se v roce 1797 stal velkostatkář Jakub Wimmer. Ten na své náklady nechal založit sady na Letné pro veřejnost a Vinohradech a postavit Ledererovu (Wimmerovu) kašnu, která se dnes nachází na Uhelném trhu. V suterénu objektu Platýzu provedl barokní úpravu koníren.

### František rytíř Daubek
Roku 1813 koupil Platýz rytíř František Daubek, a palác nechal přestavět na činžovní dům. Ten patří mezi nejstarší (někdy uváděno jako úplně nejstarší) a největší v Praze. Při přestavbě podle stavitele Jindřicha Hausknechta došlo k výstavbě hodnotného empírového průčelí, čímž se změnila orientace dosavadního hlavního severního portálu paláce z Uhelného trhu, směrem na jih do Národní třídy.